# NGC 3539
NGC 3539 est une vaste galaxie lenticulaire relativement éloignée et située dans la constellation de la Grande Ourse. NGC 3539 a été découverte par l'astronome britannique John Herschel en 1831.

## Caractéristiques
NGC 3539 présente une large raie HI. Selon la base de données Simbad, NGC 3539 est une galaxie LINER, c'est-à-dire une galaxie dont le noyau présente un spectre d'émission caractérisé par de larges raies d'atomes faiblement ionisés.

### Distance
Sa vitesse par rapport au fond diffus cosmologique est de 9 972 ± 21 km/s, ce qui correspond à une distance de Hubble de 147 ± 10 Mpc (∼479 millions d'al).
À ce jour, quatre mesures non basées sur le décalage vers le rouge (redshift) donnent une distance de 153,500 ± 14,248 Mpc (∼501 millions d'al), ce qui est à l'intérieur des valeurs de la distance de Hubble.